# 9837 Jerryhorow
9837 Jerryhorow è un asteroide della fascia principale. Scoperto nel 1986, presenta un'orbita caratterizzata da un semiasse maggiore pari a 2,7125403 UA e da un'eccentricità di 0,0222682, inclinata di 5,77131° rispetto all'eclittica.
L'asteroide è dedicato a Jerome, detto Jerry, Horowitz, padre dell'autore della scoperta.